# 宮代 (福島市)
宮代（みやしろ）は、福島県福島市の大字である。郵便番号は960-0116。

## 地理
福島市北部の北信地区に属し、地区北東部に位置する。北で飯坂町東湯野と、北東で伊達市上河原と、東で瀬上町と、南で鎌田と、西で沖高、下飯坂とそれぞれ隣接する。概ね町村制施行以前の宮代村の流れを汲む地域である。摺上川右岸部の平地を区域としており、水田や果樹園が広がる中に民家が点在するほか、宮代団地をはじめとした複数の県営、市営の団地が造成され、更にその周囲に住宅街が形成されるなど、地区西部は人口の集積が激しい。飯坂町平野に所在する 福島北警察署及び鎌田に所在する飯坂消防署東出張所がそれぞれ管轄にあたる。

### 河川
- 摺上川（阿武隈川支流）
- 蛭川（阿武隈川支流）

### 主な字
- 一丁田
- 一本木
- 一本松
- 植田
- 植田前
- 大屋敷
- 折石
- 鍛冶畑
- 家原毛内
- 上川原
- 北口
- 瘤石
- 小袋坂
- 作田
- 下川原
- 瀬戸川
- 田尻
- 田中
- 田中前
- 段ノ腰
- 乳児池
- 寺田
- 天神前
- 樋ノ口
- 堂ノ前
- 鳥ノ目
- 中川原
- 中台
- 鍋屋敷
- 二丁田
- 沼尻
- 末宅
- 日影
- 宝田前
- 前田
- 前畑
- 孫六橋
- 明光田
- 向上川原
- 屋敷畑
- 安太渕
- 六角石
- 渡辺墓

## 歴史
- 1889年（明治22年）4月1日 - 町村制の施行により信夫郡余目村が発足。旧宮代村域の大部分は余目村の大字となる。
- 1954年（昭和29年） 3月31日 - 余目村が福島市へ編入され、福島市の大字となる。

## 世帯数と人口
2022年（令和4年）3月31日現在の世帯数と人口は以下の通りである。
| 大字 | 世帯数   | 人口   |
| ---- | -------- | ------ |
| 宮代 | 2686世帯 | 5850人 |

## 小・中学校の学区
市立小・中学校に通う場合、学区は以下の通りとなる。
| 番地 | 小学校             | 中学校             |
| ---- | ------------------ | ------------------ |
| 全域 | 福島市立余目小学校 | 福島市立北信中学校 |
| 全域 | 福島市立瀬上小学校 | 福島市立北信中学校 |

## 交通

### 鉄道
- JR東北新幹線
- JR東北本線
  - 東福島駅

### 道路
- 福島県道155号飯坂瀬ノ上線
- 福島県道197号東福島停車場線
- 福島市道8号平野鎌田線（計画路線）
- 福島市道54号御山宮代線

### バス
福島交通路線バス
- （福島駅東口方面） - 県教育センター - 北信団地 - 東福島駅前 - 大屋敷 - 小袋坂 - 団地入口 - 宮代団地
  - 宮代団地線

## 施設
- 福島学院大学 宮代キャンパス
- 福島市立余目小学校
- 福島市立余目保育所
- 福島県営・福島市営北信団地
- 福島県営・福島市営宮代団地
- ヨークベニマル 瀬上店
- 福島ゴム
- 宮代山王日枝神社
- 真言宗泉性院